# Jan Zindel
Jan Hendrik Gerrit Zindel (Apeldoorn, 4 juni 1928 – Naarden, 1 oktober 2014) was een Nederlands radioverslaggever.
Hij werkte 32 jaar lang voor de NCRV-radio, aanvankelijk voor de actualiteitenrubriek Vandaag en later voor de opvolger Hier en Nu. Als parlementair verslaggever verzorgde hij de wekelijkse rubriek Politiek bekeken. Daarnaast was hij lange tijd een van de vaste Koninklijk Huisverslaggevers van de Nederlandse publieke omroep. Hij maakte vele staatsbezoeken mee en versloeg in 1980 de inhuldiging van koningin Beatrix in de Nieuwe Kerk in Amsterdam.
Zindel ging in 1991 met pensioen. Daarna was hij onder andere lid van een commissie die onderzoek deed naar de boekhouding van het CDA in de provincie Limburg. Hij overleed daags na een heupoperatie op 86-jarige leeftijd. Jan Zindel was Ridder in de Orde van Oranje-Nassau.